# Smaček mořský
Smaček mořský (Ammodytes marinus Raitt, 1934) je ryba z čeledi smačkovití.

## Popis
Smaček mořský má dlouhé štíhlé tělo, hlava je dlouhá a kuželovitě zašpičatělá. Dolní čelist zřetelně přesahuje horní čelist. Hřbetní ploutev je na bázi velmi dlouhá bez tvrdých paprsků, měkkých paprsků je 56–63; řitní ploutev je na bázi dlouhá a má 29–33 měkkých paprsků, oproti hřbetní ploutvi je délka báze zhruba poloviční. Paprsky ve hřbetní i řitní ploutvi jsou stejně krátké. Ocasní ploutev je vykrojená. Maximální zjištěná délka těla je 25 cm, dožívá se až 10 let. Šupiny chybí od přední střední hřbetní části po hřbetní ploutev a na násadci ocasu nepřekrývají svaly až po bázi ocasní ploutve. Barva přechází od tmavě zelené na hřbetu do stříbřité na bocích a břichu. Otvory postranní čáry jsou uspořádány lineárně podél nevětveného kanálku.

## Chování
Smaček mořský je bentopelagická mořská a brakická ryba, žije v písčitých substrátech dna v hloubkách 10 až 40 metrů, maximální hloubka je uváděna kolem 150 metrů. Je teritoriální. Během dne od jara do léta, hlavně během silných výčasových proudů, vylézá z dnových úkrytů a vytváří velká hejna. V nočních hodinách a zimním období se zahrabává do dna.

## Potrava
Živí se drobným planktonem, drobnými červy a korýši.

## Rozmnožování
Tře se od listopadu do února.

## Rozšíření
Smaček mořský je rozšířen v severovýchodním Atlantiku, od východního Grónska po Barentsovo moře, od Nové země na severu (74° s. š.) po západní část Lamanšského průlivu na jihu (49° s. š.). Jeho rozšíření zasahuje i do západního Baltského moře – po Bornholm. V severním Norsku se jedná o nejhojnější druh smačka. V Bílém moři se nevyskytuje.

## Význam
Smaček mořský je významným článkem v potravním řetězci. Je kořistí mořských ptáků a hospodářsky významných ryb.